# Sechura

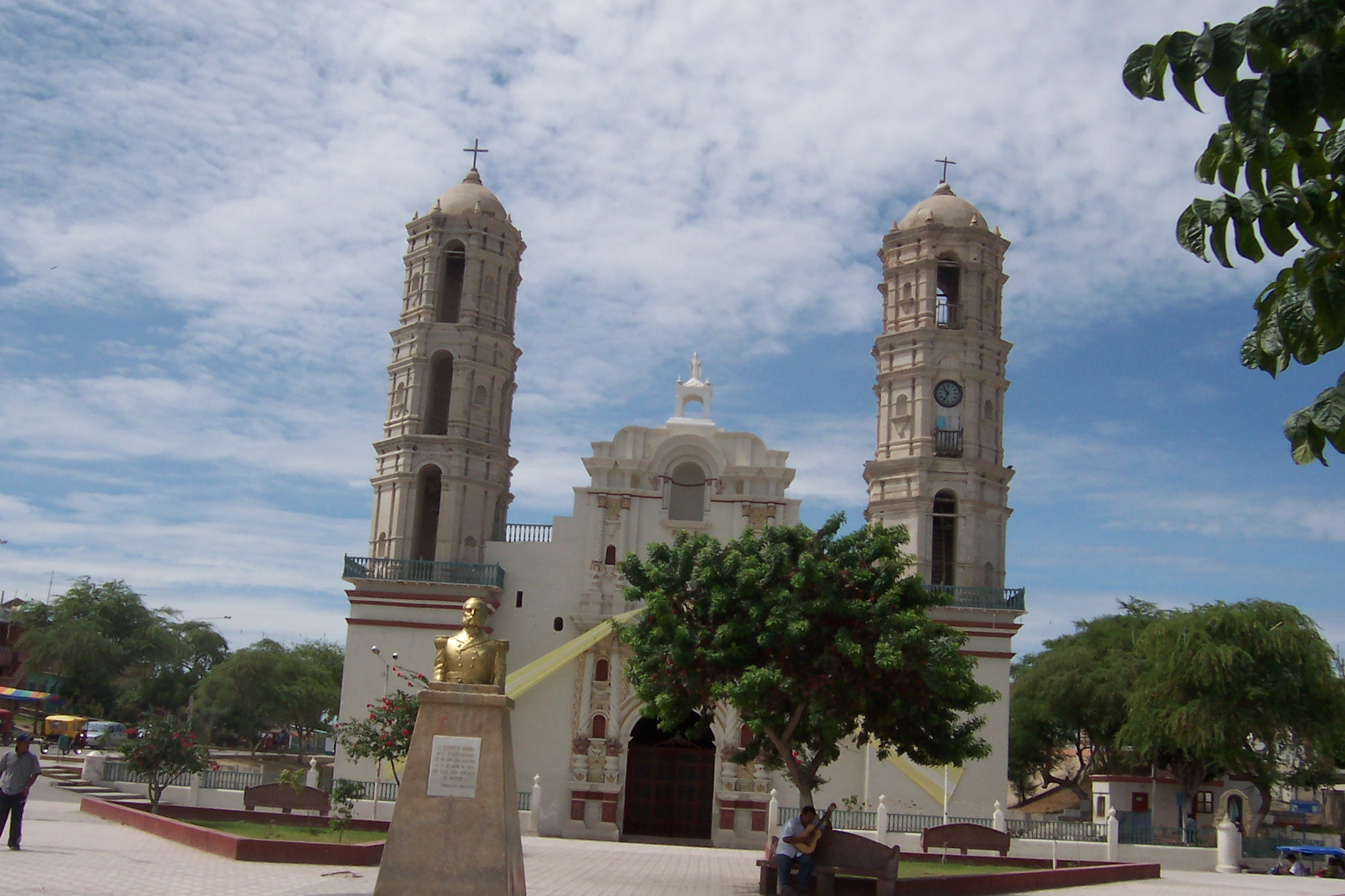
Catedral de Sechura.

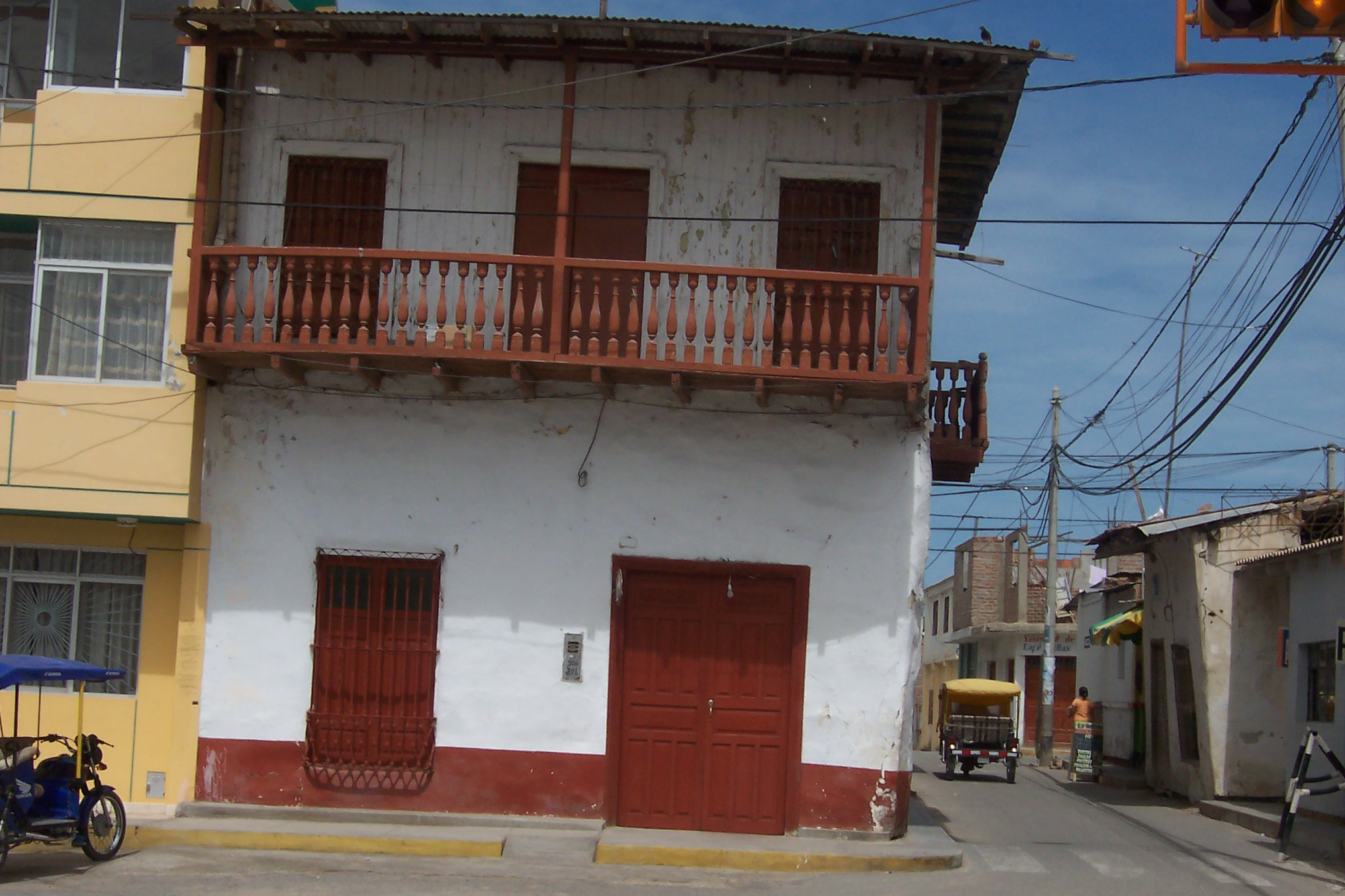
Una esquina de la Plaza Mayor de la ciudad.

Sechura, fundada como San Martín de Sechura en 1572, es una ciudad peruana, capital del distrito y de la provincia homónimos en el departamento de Piura. Se sitúa a unos 50 km al Sur de la ciudad de Piura en pleno desierto de Sechura en el Norte del país. De acuerdo a la Ordenanza Regional Nº 405-2017/GRP-CR se declara a la ciudad de Sechura como "Capital regional del arte y la cultura". Tenía 44 590 hab. según el censo de 2017.

## Toponimia
Hay diferentes versiones en el significado del nombre de Sechura:
- Mariano Felipe Paz Soldán en su "Diccionario Geográfico Estadístico del Perú" afirma como origen la voz aymara "SEHKE" que significa "la troja de chuño o maíz". Esto lo acepta Germán Leguía y Martínez en el "Diccionario Geográfico de Piura".

- Antonio Salinas Maninat al referirse al primer mapa del Perú expresa: Sechura es la castellanización del nombre "SECHURACHAY" correspondiente al resultado regional.

- Otra versión y la más aceptada es la unión de dos voces quechuas "SEC" y "YURAC" o también "SEC" y "CHUYA" que traducida al castellano quiere decir "CORTANDO ALGO BLANCO" que bien puede ser sal o yeso de tanta abundancia en el desierto sechurano.

## Historia
Enclavada en el extremo suroeste del departamento de Piura; Sechura se levanta como las torres de su histórica y monumental iglesia de San Martín de Sechura. Es un pueblo milenario, con una etnia propia; tierra de pescadores, cuyos ancestros fueron los hombres de Illescas, asentados en esta parte del litoral hace más de siete mil años. Fue creada como distrito el 21 de junio de 1825 y como provincia con Ley Nº 26290, promulgada el 23 de diciembre de 1993 y publicada el 29 de enero de 1994.

### Época prehispánica

#### El hombre de Illescas
Sechura es un pueblo de pescadores por ancestros. Sus raíces históricas se remontan a unos 7,600 años atrás (5 590 a.C.) con la primigenia presencia del hombre de Illescas en el macizo del mismo nombre, durante su primer poblamiento. Se cree que los Andes norteños eran recorridos por pequeños grupos de hombres cazadores y recolectores, que tenían como principal alimento al guanaco.
Ellos venían siguiendo a los guanacos y los venados de cola blanca, que en invierno bajaban a Illescas para aprovechar la vegetación de las lomas, es así que el hombre andino conoció́ el mar. Inicialmente su estadía fue temporal, al comenzar el verano los animales regresaban a las alturas y tras ellos el hombre, pero poco a poco las estadías se prolongaron y paulatinamente el hombre andino se fue adaptando al medio, afincándose, definitivamente cerca al mar.
Los especialistas indican que los antiguos hombres siguieron un pase prehistórico, constituido por el río seco Cascajal, que discurría desde el paso de Porculla (a 2144 m.s. n.m.) hasta Illescas, este pase se constituyó en la ruta que comunicó la selva con la costa. Se cree que los antiguos humanos que llegaron a Illescas tuvieron que cruzar el río Marañón en balsas, antes de atravesar el Paso de Porculla, a continuación, bajaron por Cascajal y cruzaban la “gran pampa “, lo que hoy es el desierto de Sechura, estableciéndose al este y sur de Illescas.
El hombre del Illescas que pasó a vivir frente al mar, encontró en la riqueza marina y la sal condiciones para su desarrollo. La sal era procesada a pequeña escala, la “salazón” del pescado motivó la dirección de las actividades pesqueras, su preparación y distribución. Se han evidenciado en la zona de Illescas, numerosos morteros de piedra, de gran tamaño, con perforaciones en el centro, que han confirmado la actividad de “salazón” en Sechura.
Allí nace la fascinante actividad de la pesca en esta parte del litoral peruano. Desde entonces se convirtió en la base del desarrollo social del Sechurano, y en la despensa alimenticia de los pueblos aledaños a su territorio. Aparte del Macizo de Illescas, Los lugares donde se han encontrado evidencias más remotas de presencia humana es en Reventazón, en Chorillos, en Avic y a lo largo de la playa en el estuario de Virrilá hasta el norte de San Pedro y Muñiquilá. 
En Illescas también se ha registrado cráneos de varones con osteomas, que es una inflamación crónica del conducto auditivo, y ésta se da entre los pescadores buceadores de mariscos que permanecen mucho tiempo bajo del agua, por ello se deduce que los moluscos y algunos peces se capturaron por el método de zambullida o buceo a pulmón, para adentrarse al mar usaron balsas.

#### La cultura Chusis
En el marco de este proceso histórico del pueblo sechurano, aparece la cultura Chusis, un importante grupo social prehispánico que estuvo asentado sobre una extensa plataforma de origen marino denominada Tablazo Lobitos, en el actual caserío de Chusis. Distante a 4km al norte de Sechura, su etapa de auge fue durante el Periodo Intermedio Temprano (100 a.C.- 600 d.C.). se habría desarrollado el complejo arqueológico de Chusis, conformado por una serie de montículos artificiales de piedra y adobe donde se hallaron restos de vegetales, huesos y trozos de cerámica con decoración incisa en fresco. Es probable que haya sido el más importante centro político, religioso, administrativo regional, así como el mayor centro de intercambio de productos del Bajo Piura, evidenciado por el hallazgo de restos de llamas y almacenes en su centro urbano, con posibles relaciones con pueblos del Alto Piura, Andes Septentrionales y Orientales. Hacia el 400 a.C. se conformó una gran nación étnica, con una cultura propia, ideología y una genuina lengua-dialecto, el "SEC". 
Los Chusis e Illescas fueron acosados por la presencia expansionista de los moches (siglo VI d.C.), chimús (fines del siglo XIV) e incas (fines del siglo XV), atraídos por ambición de conquista frente a las civilizaciones sechuranas y sus organizaciones que se consolidaban como grandes culturas.

### Llegada de los europeos
En 1528, durante el segundo viaje de la conquista, satisfecho Francisco Pizarro al corroborar que toda aquella región era parte de un opulento imperio, ordenó proseguir el viaje más al sur, explorando las costas del actual norte peruano. La necesidad de leña obligó a Pizarro a echar ancla en un punto de la costa donde envió a Alonso de Molina (uno de los Trece del Gallo) para recogerla. Pero se desató un fuerte temporal y después de tres días de esperar en vano el retorno de Molina, Pizarro levó anclas y continuó más al sur. Confiaba Pizarro que los indios, que desde Tumbes se mostraban amistosos y hospitalarios, tratasen de igual forma a Molina. En efecto, Molina fue llevado por los naturales ante la cacica del lugar (llamada por los españoles “Capullana”, por la forma de su vestimenta), que lo trató muy bien y le permitió que retornara donde Pizarro. Cuando este retornó fondeando en una playa, que llamó Puerto Santa Cruz (posiblemente Sechura), Molina dio cuenta a su jefe de todas las noticias que había recogido durante su estancia entre los indios: que existía una ciudad llamada Cuzco, que era la cabeza de todo ese imperio, entre otros detalles más de toda esa región.
La cacica o capullana invitó a Pizarro a que desembarcara y asistiera a un banquete que le ofrecía. Pizarro se disculpó de no poder asistir y envió como sus representantes a Molina, Nicolás de Ribera el Viejo, Francisco de Cuéllar y Pedro Halcón, todos ellos del selecto grupo de los Trece de la Fama. Sin embargo, la Capullana insistió en la presencia de Pizarro, y ante la respuesta de que se hallaba cansado, decidió ir personalmente para invitarlo a tomar tierra. Pizarro aceptó y quedó concertado para el día siguiente la celebración del banquete. Este resultó magnífico y aprovechó Pizarro la ocasión para tomar posesión del lugar a nombre de la Corona de Castilla. Terminados los agasajos, Pizarro y los suyos retornaron a la nave, pero se dice que Halcón quedó prendado de la mujer y enloqueció con una de las pócimas que ofreció la Capullana a sus huéspedes y que Pizarro y la mayoría de sus compañeros rechazaron. Quiso quedarse en esa tierra, por lo que tuvo que ser llevado a la fuerza por sus compañeros, quienes zarparon hacia el norte y recalaron nuevamente en Tumbes.

### Fundación de la Comunidad Campesina San Martín de Sechura
Los indígenas comprendieron tempranamente la necesidad de asegurar la propiedad de un territorio fijo fuera del alcance de los españoles. En 1543, los caciques de Colán, Catacaos, Sechura y Olmos presentaron a Virrey del Perú don Blasco Núñez de Vela un conjunto de recibos con los que habían “comprado” el derecho a sus tierras al ex-gobernador Vaca de Castro. Los documentos fueron aceptados por el Virrey quien decretó que:
```
 Respaldados por los indios con las franquicias y leyes, quedan amparados de hecho y de derecho en la propiedad y en la posesión de sus tierras… con las mismas franquicias de los mestizos o colonos (Cruz 1982:95).
```

El 9 de mayo de 1544 se otorga al personero, el cacique Narciso Capullán, el título de la Comunidad de Indios, cuando era Virrey del Perú don Blasco Núñez de Vela, representante del rey español don Carlos V. Ahí textualmente queda dicho que se pagaron al Real Tesoro 20 mil pesos, para lo cual presentaron 1184 recibos que lo acreditaban, pagos hechos entre 1539 y 1543, es decir en cinco años de aportaciones. Además de ello se pagaron 300 mil pesos en encomiendas y tributo personal incluyendo quintos, mandas y sínodo correspondiente al cultivo de sus tierras. En suma, se tuvo que pagar 320 mil pesos por la propiedad a perpetuidad de las mismas. Similar proceso siguieron otras comunidades vecinas para obtener sus títulos, como son San Francisco de Paita, Santo Domingo de Olmos, San Juan Bautista de Catacaos y San Lucas de Colán.

### Fundaciones de Sechura
Sechura tuvo tres fundaciones:
La primera se pierde en al noche de los tiempos, se trata del asiento prehispánico que se denomina "Sechura la Antigua" y fue el ámbito que por más tiempo ha sido morada de los sechuranos y prolongó su existencia hasta 1572.
La primera referencia escrita que tenemos se la debemos al cronista Pedro Cieza de León, al describir el viaje de Pizarro de regreso al río Santa, afirma que estando a la altura del puerto de Santa Cruz (al sur de Punta de Aguja),la Capullana insistió en su invitación y mediante emisarios les  pidió: “saltasen en un puerto que más abajo estava hacia el norte”. Otro testimonio de fines del siglo XIX sostiene que la primera población de sechuranos estuvo en Punta de Aguja; al respecto en la sesión del 29 de abril de 1897, un cabildo hizo un recuento de las fundaciones del pueblo de Sechura; en esta versión, dice que los sechuranos vivían cerca de la Punta de Aguja:
```
 "La Punta Aguja fue habitada desde el tiempo inmemorial por los aborígenes del antiguo pueblo de Sechura que fue formado a las orillas del mar y cuando se perdió en 1732 (sic) por efecto de una gran inundación se reunieron las comunidades de Punta Aguja, Sechura, Muñuela y Muñiquilá, las que llevan el nombre de parcialidades, para deliberar donde debía formarse la nueva Sechura, la que quedó formado donde actualmente existe".  
```

En lo que se refiere a la fundación cristiana de San Martín de Sechura, es decir de “Sechura Vieja”, no fue una empresa sencilla. No era fácil obligar a los indígenas a cambiar su patrón de asentamiento disperso para obligarlos a vivir en poblados.
La fundación de pueblos o reducciones comienza antes de que llegara al Perú Francisco de Toledo, pues en 1566 la Real Audiencia de Lima encargó al Oidor Gregorio González de Cuenca la fundación de pueblos para nativos en Piura, Zaña, Cajamarca, Chachapoyas y Huánuco, objetivo que sólo logró en Cajamarca, Zaña y Trujillo. 
Para la Visita de Trujillo se nombró a Juan de Hoces y Francisco Álvarez de Cueto y a Diego García como Visitador Eclesiástico, cuyo trabajo consistió en reajustar lo hecho por  Gregorio González de Cuenca. Para Piura, Puerto Viejo y Guayaquil fue nombrado Bernardino de Loayza, teniendo como Visitador Eclesiástico al Doctor Molina, Provisor del  Arzobispado de los Reyes (Huertas 1995).
Entre 1572 y 1573, cuando Loayza recorrió el Corregimiento de Piura, tenía entre manos la Instrucción General para los Visitadores, documento redactado en Lima entre 1569 y 1570, en este se especifica que hecha la selección del asiento, la norma disponía que los pobladores:
```
 “se reduzcan a pueblos y se nombre entre ellos alcaldes, regidores, alguaciles, para que sean doctrinados y, mantenidos en justicia y tengan sus repúblicas fundadas y se gobiernen entre sí y dándoles ordenanzas y manera de vivir”
```

Respecto a la jurisdicción de la actual provincia de Sechura, el Visitador llegó a ese repartimiento el 3 de noviembre de 1572, encontrando cinco pueblos principales: Sechura, Nonura, Pisura, Muñuela y Muñiquilá, además varios “pueblezuelos”.
La población de dichos centros poblados estaba dividida en dos encomiendas: la primera de Gaspar Troche Buitrago, constituida por una parte de pobladores de Sechura y población de la Muñuela; la segunda de Ruy López, encomienda compuesta con la otra parte de sechuranos, más los pobladores de Nonura, espacio conocido desde 1528 como Punta de Aguja. La  visita fue general y comenzó: “…en el pueblo de Sechura, término y jurisdicción de la ciudad de San Miguel de Piura, en tres días del mes de noviembre de 1572 años…”. Días antes se había hecho la convocatoria a que todos los indígenas se reunieran en el pueblo de Sechura, que era el principal y sede del curaca mayor, es decir, Silla de Gobierno. Y estando reunidos se hizo la misa que se acostumbraba en estos actos. 
Después, el visitador y escribano Juan de los Ríos dieron inicio a la visita registrando primero a la gente de la encomienda de Troche Buitrago , y luego prosiguió con la López Calderón, de donde solo se tiene a 79 tributarios que fueron registrados. 
Los habitantes fueron “censados” y luego, se dio inicio a la fundación del pueblo al que se le dio el nombre de San Martín conservando el nombre de Sechura. Se nombró sus dos alcaldes, lo mismo que sus regidores, fiscal y procurador. Con esta novísima estructura política  complementada con el mando tradicional de Doña Ysabel Capullana (llamada Temocha en otros documentos), cacica de Sechura y don Hermenegildo Sivar, principal y gobernador de La  Muñuela, se inició así una nueva forma de gobierno en estos espacios poblados por naturales:
```
 “el Ylustrisimo señor Bernardino de Loaysa, visitador general susodicho prosiguiendo en la visita de los naturales de la mesma encomienda del dicho Gaspar Thoche de Buitrago ... mando juntar los indios del repartimiento de Sechura en el dicho Gaspar Thoche de Buitrago, encomendero que reside en el dicho pueblo de Sechura e aviendose ajuntado Doña Ysabel Capullana, cacica principal del dicho pueblo de Sechura y Otermeregildo Sivar principal del pueblo de la Muñuela, sujeto a la dicha Doña Ysabel Capullana, estos indios e indias del dho repartimiento de sechura por lengua e interpretacion de don Juan Chunga casique e indio ladino en nuestra lengua castellana, les fue echa la plática y exhortación… aviendole preguntado a los dichos indios de Sechura que parcialidades havia en el dicho repartimiento dijeron que dos parcialidades de las quales es casica principal la dicha Doña Ysabel capullana y que vive en ella por oy y la parcialidad de la Muñuela vive por oy cuatro leguas deste pueblo que es en la costa de la mar y la dha parcialidad de la Muñuela, vive quatro leguas la tierra adentro lo qual dijo la dicha Doña Ysabel Capullana, casica e señora del dicho pueblo de sechura de su parcialidad y los indios e indias que en el dicho repartimiento se visitaron con sus hedades según por sus aspectos parecieron tener son los siguientes..."
```

Loayza encontró el pueblo de Sechura convertido a medias, con un cura “contratado” por los encomenderos. Es de suponer que el funcionario enviado anduvo algunos días en compañía de indígenas y españoles, buscando un lugar adecuado para la fundación, hasta que tal vez, pese a la oposición de la cacica, se localizó un lugar; luego, conforme el  plano que de antemano se le había entregado al visitador, se procedió al trazado ortogonal o simétrico donde a partir de una “cuadra” central, que sirvió de plaza, se ubicaron solares para el templo, el cabildo, la casa del cura, del curaca, del encomendero, para la caja de comunidad y casas de las parcialidades que conformarían el nuevo pueblo.
El pueblo fue erigido en una zona de inundación recurrente, y llaman la atención porque según la norma, los curacas debían participar en la elección del asiento. Como reducción debería estar en el “comedio”, es decir, en una parte equidistante entre todos los anexos que comprendían la jurisdicción del nuevo asentamiento; pero esto no se cumplió con exactitud; sin embargo, el nuevo pueblo fue ubicado lejos de espacios religiosamente comprometidos como Illescas y Chusis y se prefirió un lugar, casi  desértico, sin promontorios líticos y otras señas de la naturaleza, que pidieran recordar a los ancestros, aunque no pudieron evitar el mar y la cercanía del río. La nueva ubicación, además de alejar al sechurano del área de recuerdos y revitalizaciones de los primeros progenitores, favorecería a los encomenderos porque los acercaba al  puerto de Paita, por el cual se exportaban los productos tributados, especialmente tollos y sardinas, que eran transportados en balsas a Paita y de allí en  barcos a Lima y a otros lugares.
La tercera fundación ocurre en el verano de 1728 cuando "Sechura La Vieja" fue destruida por un maremoto, provocado por un Fenómeno del Niño. Después de la catástrofe, los caciques sechuranos determinaron abandonar el pueblo y trasladarse al gran médano que se veía a lo lejos, idea que anteriormente habían discutido, pues desde inicios del siglo XVIII, una gran alteración climática afectó la región: 1701, 1707, 1714 se registraron como años de fuertes lluvias. Desde junio de 1720 los viejos pescadores, sospechaban el advenimiento de alguna calamidad, por eso, algunas familias sechuranas se trasladaron a Piura y Olmos.  
Juan de Lavalle, párroco en 1782, refiere que:
```
 "…resultó de la prolixa discusión mía, averiguar que el concurso de algunos indios pescadores (que en ese exercicio se mantuvieron y aumentaron con el parrocho que se les presentó) formó el pueblo primero a orillas del mar, y duró hasta el año de 1728, en que llegando las aguas que bañaron todo el reyno en su mayor auge, entraron en aquel sitio y en breve rato se vio reducida la capilla y población a la nada, y la tal que comodidad de los vivientes a una lamentable miseria, que sólo pudieron hazerla sufrible las providencias del cielo. Mas teniendo repitiese la misma tormenta, se retiraron al lugar que ho poseen, disponiendo sus viviendas y lo que es más un sumptuosísimo templo…”
```

### Época virreinal
- Francisco Lucema fue el primer encomendero que se registra en Sechura en 1540 hasta 1561, año en que también aparece como tal Miguel Ruiz; en tiempos que gobernó Francisco de Toledo, Gaspar Troche Buitrago fue encomendero de Sechura y La Muñuela, y Ruy Lopez lo era de Sechura y La Punta; en 1640 Hernando Troche Buitrago seguía gozando la encomienda de su padre Gaspar, y Diego de Silva Manrique tenía la encomienda de Sechura y La Punta. Luego, hacia 1658, aparecen como encomenderos de Sechura Don Antonio Álvarez de Toledo Belmonte Enríquez de Rivera, Marqués de Villanueva del Río y de Soria, Duque de Guescar, y su mujer Doña Mariana Fernández de Velasco, Marquesa de Villanueva del Río y de la Coria, Duquesa de Guescar, vecinos de Sevilla. A inicios del siglo XVIII eran encomenderos de Sechura el Marqués del Carpio y la princesa Astillano, residentes en la Villa y Corte de Madrid. Estos y otros encomenderos residentes en España tenían sus representantes o podatarios que se encargaban de cobrar tributos y comercializarlos, y buena parte de ese monto tributario provenía de pesca. En 1720 se suprimen las encomiendas, pero tanto el sechurano como el resto e indígenas del Perú seguían pagando sus tributos, pero esta vez al Estado.

- En 1578 estuvo a punto de desaparecer a causa de un Mega Niño, el más fuerte del siglo XVI. Este “diluvio” obligó a pobladores a regresar a partes altas de Illescas.

- Cuando los españoles se trasladaron al asiento del Chical fundado allí la capital piurana en 1588, Sechura se convirtió en Posta Real, por donde pasaba el correo terrestre Lima-Piura y viceversa. También se transportaba sal, cal y el lito o lejía para las tinas jaboneras de Piura y Lambayeque. Y las balsas, llevaban los productos “exportables” a Paita. Esta situación convirtió a Sechura en un pueblo pluriproductivo: con buenos excedentes que se dispendiaban en las fiestas perpetuas de Ayabaca, Frías y Salas.

- En 1606 recibe la visita del Arzobispo de Lima, Toribio de Mogrovejo, quien ofrece una misa.

- Entre 1650 y 1660 los sechuranos piden que se les exonere del pago de tributo por la gran "esterilidad". Durante esa década escasearon tollos y sardinas "especies tributables".

- En 1686 el bucanero inglés de ascendencia flamenca Edward Davis irrumpe en Sechura y la saquea. También había asaltado Pisco, Cañete, Casma, Huaura y Zaña.

- Sobre los caciques de Sechura, se tienen dos expedientes, el más antiguo con fecha de 1687, es el juicio instaurado entre Miguel Marcos, cacique y gobernador del pueblo de Sechura y Juan de Nonura, por la posesión del cacicazgo. El segundo de 1692 comprende los autos que siguió Martín Marcos Sánchez Pancantil, cacique contra Damián de Nonura, indio principal, sobre el mejor derecho a la sucesión. Ambos documentos son pleitos por la misma herencia; en el segundo legajo continúan el juicio los hijos de los primeros (Rostworowski 1961:36).

### Visita de los académicos españoles Jorge Juan y Antonio Ulloa en 1740
Por ser un pueblo de paso obligado, solían pernoctar en él algunos viajeros, generalmente españoles y mestizos, entre ellos los académicos españoles Jorge Juan y Antonio Ulloa, quienes llegan al Perú en 1735 en la famosa expedición de La Condamine, que tenía como misión principal el estudio del cuadrante terrestre. Los sabios españoles, además de los trabajos del proyecto, tenían el encargo de la Corona de observar la situación de las colonias españolas en América. Producto de esa experiencia escribieron Relación Histórica del viaje a la América…, cuyo contenido es la exposición de una penetrante observación del trajín social en los pueblos, villas y ciudades que encontraban en su largo periplo, donde se comenzaban a implementar las primeras Reformas Borbónicas. 
Los ilustres españoles llegan a Sechura el 22 de noviembre de 1740 donde permanecieron algunos días dando descanso a los arrieros y a las mulas antes de entrar al temido desierto, hecho que les permitió elaborar los primeros borradores donde describían usos y costumbres de la región. Fue el hombre y la cultura de Sechura que les sirvió de parangón al describir a los habitantes del Reino de Quito y del Perú.
A continuación la descripción de Sechura hecha por los académicos:
```
“Contendrá Sechura como doscientas casas de caña, y una iglesia muy capaz y decente de adobes: su vecindario es todo de familias de indios que llegan hasta el número de quatrocientas que se ocupan en el ejercicio de arrieros ó pescadores. Las casas de todos estos pueblos son tan sencillas y poco artificiosas, que sus paredes solo se componen de cañas regulares, ó carrizos endebles clavados en el suelo; y lo mismo el techo llano; pues como no llueve, escusan de hacerlo de dos aguas: ansi por todas partes se clarean y el sol no menos que el viento las penetra fácilmente. Sus indios moradores usan distinta lengua, que la común de los demás pueblos tanto de Quito, como en lo restante del Perú; y esto sucede frecuentemente en mucha parte de valles: no solo se distinguen en lo formal de la lengua, pero en el acento, porque además de prorrumpir las voces en un tono como canto triste, comen la mitad de las palabras finales, como si les faltar respiración para concluirla”.
```

También describen a los sechuranos: 
```
 …El vestuario de estas indias se reduce a un Anaco, como el de las de Quito, a ecepción de ser tan largo, que les arrastra lo bastante por el suelo; es mucho más ancho, y np lo afianzan o sugetan a la cintura; pero sin mangas; para andar lo suspenden un poco y recogen debaxo de los brazos. Cubrense la cabeza con unos paños blancos de algodón bordados, o labrados en el telar de otros colores, con la circunstancia de que las que son viudas los usan negros… Los indios visten a la española, y así como todos ellos usan calzado, las mujeres por el contrario no lo acostumbran. Son por naturaleza altivos, muy racionales y sus costumbres algo diversas de los de Quito… Coadyuba a hacerlos más capaces la inteligencia de la lengua castellana, que ninguno ignora, y la usan promiscuamente como la suya. Se imponen en cualquier asunto y dan muy regular salida a lo que se les propone… (1978: 16-17)
```

Y por último, describen la actividad comercial en Sechura:
```
 “Este pueblo de Sechura es el último de la jurisdicción de Piura por esta parte, y sus moradores no solo no dan mulas a ningún pasajero de su propio arbitrio pero defienden el paso a qualquier persona sin distinción de carácter, sino lleva pasaporte escrito del corregidor; cuya providencia se práctica para estorvar con ella las ilícitas introducciones del comercio; pues no habiendo fuera del camino que sale al despoblado mas que otro llamado Rodeo se sacan de Sechura otras mulas cargadas de agua, conque dan de beber en su medianía á las que llevan carga. El modo de conducirlas es unos calabazos ó tutumos muy grandes para quatro mulas descarga una de agua, y otra para las litéra. Quando van a silla, la llevan en ellas mismas lo jinetes en unas alforjas grandes hechas para este fin; cada uno de los pasajeros, sea de litéra, ó en cabalgadura se provea de la que á de beber en el camino; porque no solo no la hay en todo él; pero no se ve otra cosa más que arena, médanos, que hace esta con el viento, y a trechos piedra de sal sin encontrarse rama, yerva ni otra cosa verde (...). El día 24 salimos de Sechura, y entrando en el despoblado caminando por él con alguna cortas paradas de descanso hasta el siguiente, que a las cinco de la tarde llegamos al pueblo de Mórrope”.
```

### Vestimenta de la mujer sechurana en 1740
A fines del siglo XVIII la mayoría de pobladores de Sechura era indígena, y en el pueblo había un reducido número de negros y pardos.
El vestuario de estas pobladoras se reduce a un anaco, como el de las de Quito, a excepción de ser tan largo, que les arrastra lo bastante por el suelo, es mucho más ancho y no lo afianzan o sujetan a la cintura, pero sin mangas, para andar lo suspendían un poco y lo recogían debajo de los brazos.
Se cubrían la cabeza con unos paños blancos de algodón bordados o labrados en el telar de otros colores, con la diferencia de que las viudas los usaban negros. No usaban calzado.
- Vestimenta de diario

```
 a) 
Mujer agricultora
```

```
    
La Blusa
.- Era de color blanco, en forma de saquito, con botones adelante y la manga era tres cuartos.
```

```
    
La Falda
.- Era de color rosado, negra o celeste, era confeccionada de tela más sencilla. Para llevar sus productos utilizaba la talega, también llamada alforja, 
    que eran tejidos por ellas mismas, utilizando los colores crema o marrón, oscuro. Siempre andaban descalzas.
```

```
 b) 
Mujer pescadora
```

```
    
La Blusa
.- Era de color blanco con algunos adornos de blondas o encajes, también era hecha de tela más sencilla, tenía botones y era usada dentro de la falda,  
    al igual que la blusa de la mujer de campo, era manga tres cuartos.
```

```
    
La Falda
.- Era solo de color negro. Para llevar sus productos utilizaban las lapas o tinajas sobre la cabeza, la cual va amarrada debajo de la barbilla y  
    cubierta con un paño serrano, donde apilaban su pescado para ser vendido o consumido en casa. Al igual que la mujer del campo, siempre andaba descalza.
```

### Incursión del "Rosa de los Andes"
En la madrugada del 11 de julio de 1819, la corbeta insurgente “Rosa de los Andes” al mando de Juan Illingworth Hunt (capitán inglés a servicio de Chile) fondeaba en la bahía de Sechura. Una columna de 79 hombres desembarca y marcha sobre Sechura de la que solo estaba a un cuarto de legua. 
Don Clemente Merino, subdelegado de Piura que se encontraba en Sechura haciendo cobro de contribuciones, recibe la alarmante noticia a manos de un indio pescador. 
El subdelegado dispone que las alhajas de oro y plata del templo se pusieran en un lugar seguro, pero parece que no se obedeció la orden o no se tuvo tiempo de hacerlo. El pueblo supo la noticia del desembarco y cundió el temor, aun cuando se trató de actuar con la mayor discreción posible. Ante esta situación en vista de que no había fuerzas para resistir, Merino junto a dos de sus ayudantes y don Cipriano Muiño, optaron por resistirse a Piura siguiendo el cauce del río, seco en esa época. 
A las 3 a.m., los insurgentes ingresaron al pueblo haciendo numerosos disparos de fusilería. Se robaron una corona de la Virgen y de acuerdo al informe de Merino se vistieron con las ropas de hacer Misa exhibiéndose en la población haciendo burla. 
Los invasores obligaron a los indios arrieros a que en las mulas y asnos de sus piaras transportaran el botín a la playa. Alos que se resistieron, los golpearon. 
Merino llegó a la Muñuela (a dos leguas de Sechura) donde envió un expreso a caballo a avisar de lo sucedido al jefe militar de Piura, tnte. crl. José María Casariego.
El subdelegado fue informado que a las 6 a.m., los invasores se habían retirado tras saquear a la población. Fue entonces que retornó a Sechura junto a Muiño, don José Palacios y sus dos ayudantes, dirigiéndose a la playa con el fin de conocer si el barco aún estaba en la bahía. Allí encontraron a un insurgente que se había rezagado el que fue capturado y desarmado. En los ranchos de los indios se encontraron dos fusiles que habían dejado olvidado los invasores.
A las 11 y 30 a.m. el destacamento -compuesto por 50 soldados de las milicias con dos oficiales- salía de Piura y cuando llegaron, la nave corsaria se había alejado de la rada. Sin embargo, Casariego -como tenían por costumbre los jefes españoles-, aseguraba que los insurgentes, apenas tuvieron noticia de la llegada de tropas realistas, precipitaron su retirada. 
En el Parte hace mención al teniente Pedro León, al subteniente Pedro Torres, así como a los oficiales teniente Agustín Navarrete y subteniente Manuel Gallo que voluntariamente se ofrecieron para ser de la partida.

### Independencia de Sechura
El 4 de enero de enero de 1821, a las 10 a.m., Sechura, en cabildo abierto, presidido por el Subteniente de Cazadores José María Raygada, proclamó la independencia, antes que la ciudad de Piura que la anunció al mediodía de la misma fecha. La nota que da cuenta del hecho figura en el libro de Ella Dumber Temple, titulado “La Independencia de Piura” (Apéndice IV, págs.38 y 39):  
```
 "COMANDANCIA DE ARMAS DE SECHURA. 
  Señor don Gerónimo Seminario y Jaime.
  Comandante General de la Comisión.
  Ayer cuatro del presente, a las diez del día, se juró en esta plaza la Independencia por los indios y vecinos de orden del Gobernador y Comandante General, mas yo 
  hasta hoy sin saber lo que he de hacer y sabiendo que en esa ciudad se ha hecho lo mismo y que la Comandancia General ha recaído en Ud. le dirijo este oficio para 
  que me ordene si sigo en este destacamento con veinte hombres que tengo o me presento a esa. 
  Dios guarde a V.S. ms.as.
  José Ma. Raygada 
  Sechura, enero 5 de 1821"
```

A pesar de su independencia, aún Piura no era libre; por lo que se tuvo que esperar la independencia de Paita acaecida días más tarde para asegurar la independencia del norte peruano.

### Sechura a través de la Etapa Republicana
En 1823, los sechuranos solicitaron al gobierno el reparto de las tierras de las riberas del río (San Clemente y Lagartera) que fueron distribuidas por un juez comisionado en ese mismo año. Sustentaron su solicitud por la “división” y los conflictos entre los comuneros. El recurso a una instancia superior respondía tanto al interés de sancionar la  propiedad individual, como a la falta de confianza en la división que hubiera podido hacer el cabildo, a quien le correspondía por función. Los cabildos costeños aparecen,  pues, debilitados y aunque por lo general alcanzaban a neutralizar las disputas por tierras entre comuneros, les era cada vez más difícil solucionarlas. Así poco a poco se  perdía la confianza en la justicia del cabildo para solucionar las querellas por tierras.
El 21 de junio de 1825 se elevó a Distrito, por mandato de Simón Bolívar.
En 1906, la ciudad de Sechura fue parcialmente incendiada como medida sanitaria extrema para frenar la propagación de la peste bubónica, que había llegado desde el puerto de Paita y otras localidades costeras del norte peruano. La peste se transmite principalmente por pulgas infectadas que habitan en roedores (ratas), y Sechura, con casas de quincha, adobe y techos de paja, ofrecía condiciones ideales para su propagación. Varios testimonios indican que se perdió una buena parte del centro poblado tradicional, hecho que impulsó la posterior reconstrucción con materiales más durables. 

#### Exploración por petróleo en la Cuenca de Sechura
La historia de exploración por hidrocarburos en la cuenca Sechura, se inició en 1891, cuando la compañía Union Petroleum Syndicate perforó al oeste del Muelle de Bayovar el primer pozo de la cuenca. En 1895, E.L Doheney perforó en las cercanías de Paita 3 pozos. Los primeros 5 pozos exploratorios documentados fueron perforados entre los años 1907 y 1913, con profundidades entre los 130 y 400 pies. En 1907, la compañía Blume perforó el pozo La Garita en el flanco sur del levantamiento de Illescas, hasta la profundidad de 387 pies, recuperando una pequeña cantidad de petróleo de un horizonte no especificado. Este primer periodo exploratorio concluyó en 1911, cuando la compañía Bayovar Development Company perforó 3 pozos en las cercanías de Bayovar, que alcanzaron el Basamento a poca profundidad.
La segunda campaña exploratoria fue llevada a cabo por la compañía International Petroleum Company (IPCo.) entre 1924 y 1928, perforando 12 pozos con un total de 21,550 pies y profundidades entre los 128 y 6,204 pies, detectándose presencia de gas en las formaciones Montera, Verdún y Chira, y probablemente petróleo en la secuencia Heath-Mancora. La ubicación de los pozos estuvo respaldada en estudios de gravimetría y magnetometría. El pozo Tamarindo N°1 tuvo indicios de crudo pesado en el Cretáceo, el Tamarindo N°3 tuvo manifestaciones de gas en el Eoceno superior.
En el flanco Este de los Cerros Illescas se perforaron 12 pozos denominados Bayovar, tres (3) de ellos tuvieron manifestaciones de gas, y en el pozo Bayovar N° 2 se reportaron "filtraciones de petróleo".
Los primeros estudios geológicos de detalle de la cuenca Sechura fueron realizados por Gerth en 1928. Idding y Olsson en el mismo año presentaron la primera propuesta
de clasificación estratigráfica de la cuenca. Olsson en 1944 realizó la clasificación de las unidades estratigráficas con dataciones paleontológicas, Stainford y Stone en 1949,
utilizaron foraminíferos para la zonación de las unidades. Fisher entre 1953 y 1956 estudió el Cretáceo del área norte de la cuenca Sechura e hizo la compilación de los trabajos
anteriores sobre el Cretáceo. Recién en 1952 se reactivó el interés por explorar la cuenca Sechura, cuando el gobierno peruano expidió una ley de promoción de la exploración,
que fue el incentivo para la tercera campaña exploratoria que se inició en agosto de 1953 y se extendió hasta noviembre de 1961, participando en ella las compañías Belco, Gulf, IPCo, Petrolera Sullana, Richmont, Sea Oil y Texas Union. La ubicación de los pozos estuvo apoyada en trabajos de gravimetría, magnetometría, sísmica de refracción y reflexión. En total se perforaron 24 pozos con profundidades entre 1,284 pies (Pozo Paita) y 8,065 pies (Pozo Virú 5-X-1), con un total de 115,300 pies perforados. Los pozos fueron ubicados en los flancos norte, este y sur del levantamiento de Paita, otros en el graben La Casita y en el Levantamiento Illescas-Pabur (Perez Companc,2002)
Los resultados exploratorios en la cuenca no fueron muy alentadores, en relación a descubrir hidrocarburos líquidos o identificar un sistema petrolero activo, sin embargo, en el extremo norte de la cuenca se probó la presencia de metano en cantidades comerciales.
En el año 1970, Petroperú reinició la exploración de la cuenca Sechura, mediante trabajos geológicos de campo, analizando regionalmente los límites de la cuenca cretácea. En 1974, la compañía Belco Petroleum Co., perforó en la extensión costafuera de la cuenca Sechura el pozo La Casita Z2-75-55X a 11,035 pies de profundidad. Estructuralmente el pozo se perforó en el bloque hundido del graben La Casita, alcanzando el basamento ígneo. 
Los yacimientos activos de la cuenca Sechura, se encuentran en el sector norte del Lote XIII operado por Olympic del Perú Inc. desde mayo de 1996, en el área colindante con la Cuenca Talara, con reservas recuperables en el orden de 20 BCFG. Olympic Perú Inc. en el lote XIII desarrolló operaciones comerciales a partir de este descubrimiento de gas seco, las que continúan hasta hoy.
Sin embargo, lo más resaltante en la exploración de la cuenca Sechura como proyección a futuro, fue el descubrimiento por SAVIA en el 2005 de petróleo en reservorios fracturados de la formación Amotape del Paleozoico en el Pozo San Pedro 1-X, perforado costafuera en el límite Oeste de la cuenca Sechura con la cuenca Talara, el cual tuvo una producción estimada de 1152 bpd. Este fue el primer descubrimiento de petróleo en reservorios fracturados en la zona costafuera de la cuenca Sechura, y abre un futuro promisorio para la exploración de este reservorio en el resto de las áreas costafuera de las cuencas Talara y Sechura, y probablemente otras cuencas costafuera hacia el sur.

#### Crecimiento demográfico de la ciudad
El crecimiento de la ciudad se dio tanto al este como al oeste. En la década de 1930 el casquete urbano era más ancho que largo, y el crecimiento hacia el sur fue casi nulo. El 
síndico Chunga Temoche afirmó que: “… al respaldo de la iglesia hay muchos solares vacantes que debe darse a algunos indígenas…” con la condición que edificaran sus casas, 
evitando así la arena que avanzaba hacia el templo. En la parte norte los vecinos respetaron las locuras del río y solo pusieron pocas casas en lo que hoy es la Avenida 
Eguiguren.
Hasta el año 1950, la ciudad estaba conformada por manzanas de forma rectangular, entre las que hoy son las Calles Constitución, José Gálvez, Eguiguren y Los Incas, con la 
Plaza de Armas y la Iglesia en la parte más alta. Posteriormente surgieron los barrios Las Capillas y El Porvenir y se consolidó la ocupación de lo que hoy se conoce como casco 
antiguo de la ciudad.
A partir de la década de 1980 la ciudad empieza a crecer en los alrededores del casco central. En febrero de 1981 se inicia la ocupación de la zona sur-este de la 
ciudad, conformándose el A. H. Túpac Amaru II. Posteriormente, en agosto de 1982, la tendencia de crecimiento hacia el sur – este se consolida con la ocupación de parte de los 
terrenos del hoy A. H. Vicente Chunga Aldana. Al año siguiente se produce un notable crecimiento de la ciudad, pues es en ese año se forman los AA.HH. Víctor Raúl Haya de La Torre 1ra Etapa, Micaela Bastidas 1ra Etapa, Los Pinos y Nuevo Chulliyachi.
En enero de 1993, surgen los asentamientos humanos de San Martín y Micaela Bastidas 2da Etapa, localizados al este de la ciudad. Hasta el año 1997 se siguen 
consolidando estos nuevos asentamientos humanos; en enero y junio del mismo año se forman los asentamientos Víctor Raúl Haya de La Torre 2da Etapa al sur oeste de la ciudad 
(hoy AA.HH. Tres de Enero) y Los Jardines al sur – oeste.

#### Meganiños de 1982-83 y 1997-98
En el Mega Niño de 1983 las lluvias que se presentaron fueron muy fuertes y prolongadas provocando el aumento considerable del nivel de la laguna Ramón, la cual recibe las 
aguas del Río Piura. Esto originó la fractura del Dique Calixto, desbordándose el Dren Sechura a la altura de la localidad de Cerritos, lo que produjo el aislamiento total de 
la ciudad, debido a la rotura del puente de acceso, inundando el área agrícola al Norte y los terrenos eriazos al oeste de la ciudad, afectando la Urb. La Ribera y la parte 
baja del Área Central. Una de las caletas más afectada por acción del mar fue Chulliyachi, la cual sufrió la destrucción total de sus viviendas el 28 de enero de 1983, ocasionando el traslado de sus 
pobladores a Sechura creando el AA.HH. Nuevo Chulliyachi. En la ciudad se destruyeron completamente 786 viviendas, dejando 4,265 damnificados, además sufrieron serios daños 
el Templo San Martín de Tours,  locales comerciales, plazas y la infraestructura deportiva. 
En 1998 las lluvias afectaron la ciudad por las inundaciones, almacenándose en zonas deprimidas, colapsaron caminos que comunican con los anexos, se produjo un maretazo que 
afectó a la caleta de Parachique, erosionando el dique artesanal que le sirve de defensa e inundando la zona. En la ciudad de Sechura 1,040 casas fueron afectadas: 375 por 
inundaciones, 67 afectadas parcialmente y 35 destruidas en su totalidad.

## Atractivos turísticos
Templo San Martín de Sechura: Edificado en esta zona por un tema político y tomando en consideración que en la zona de Sechura está rodeada de un valle, que al ingreso tiene un puente por donde discurre de manera natural un río; al sureste se observa el inicio del desierto y al oeste se divisa el mar, a una distancia de 11 kilómetros, aparte de los recursos naturales del lugar.
Los trabajos comenzaron en 1729 luego de que el antiguo fuera arrasado por la crecida del río el año anterior. Según un documento que aparece fechado el 13 de diciembre de 1729, se le envía al padre Roque Rodríguez de Arenas 4 mil pesos y 8 reales para impulsar los trabajos en el pueblo. Con el esfuerzo económico y laboral de los pobladores se erigió una iglesia de importantes dimensiones, reconocida como una obra singular dentro del estilo de la arquitectura virreinal, destacando su amplia planta en forma de cruz latina, el retablo mayor y los altares que adornan las naves laterales. Su edificación duró casi 50 años, pues se trabajaba en los primeros meses del año, entre enero y abril, cuando descendían las aguas dulces del río Piura. 
La documentación es bastante precisa y permite saber, por ejemplo, que la campana mayor ubicada en la torre del Evangelio, fue donada por quien fuera el vicario, don Roque Rodríguez de Arenas en 1745 y que, desde sus inicios, se privilegió una fachada de estilo barroco mestizo, adornada con columnas salomónicas.
El templo fue visitado por el Obispo de Trujillo Francisco Xavier de Luna Victoria el 7 de febrero de 1761, quien registró una Custodia de plata sobre dorada, un Copón y Relicario para el viático de la misma materia, la Pila Bautismal con las ampolletas de los sagrados óleos corrientes, los Altares decentes y todo proporcionado al culto divino.
Terminada la obra fue consagrada con misa pontifical por el arzobispo de lima, el ilustrísimo monseñor Pedro José Barroeta, un 30 de mayo de 1778.
El 28 de marzo de 1783, durante la Visita del Obispo de Trujillo Baltasar Jaime Martínez Compañón, dispone que el saldo de las limosnas fuese destinado como ayuda para el costo del Retablo Mayor. En su construcción se contrató al artista quiteño Francisco Javier de Santa Cruz; también participaron las Cofradías y el pueblo entre 1784 y 1795.
A la fecha, un 70% de la estructura de la iglesia es su masa original; pero esta presenta deficiencias debido básicamente a los sismos del 1 de febrero de 1814, donde las partes más cóncavas de la cúpula central se resquebrajaron y del 24 de junio de 1912, donde se destruyó un tramo de la bóveda de la nave central, bóveda del presbiterio del lado del evangelio y la torre izquierda quedó cuarteada por lo que fue derribada. En la torre derecha se encuentra el reloj público de cuatro esferas, adquirido en New York en 1901 y traída en balsa desde Guayaquil por el Comité Juventud Sechura.
Posteriormente, en 1925 un Fenómeno El Niño hace que se inunde el Templo y se destruye la cúpula de madera de faique reconstruida en 1845-1846. Se descubren grietas y desprendimientos constantes de la albañilería de ladrillo en el interior del Templo. Después, en 1928 un nuevo temblor hace que la torre pierda plomo y se agrieten los muros.
En 1932 se crea la Comisión Pro Templo, y al año siguiente se inicia la reconstrucción de una nueva cúpula de madera y caña, junto con el refuerzo de la arquería con arcos de fierro. Para 1938 ya están concluidos los trabajos en cúpula, arcos y faltaba solamente el cuerpo de la torre del evangelio.
El 15 de octubre de 1945, es declarado Monumento Histórico Nacional por Ley N° 10278 del Congreso de la República y manda consignar una partida en el Presupuesto para la refacción y conservación del templo, joya de la arquitectura barroca mestiza, casi única en su género en la costa peruana. 
El estilo que caracteriza al Templo es el Barroco Tardío de a inicios del siglo XVIII; se aprecian torres de 44 m de altura, el templo tiene 72 m de largo por 32 de ancho. Sobre uno de los lados más cortos se levanta la fachada principal que mira hacia el norte. Además del ingreso en la fachada principal, el edificio cuenta con otras dos entradas en cada uno de los lados longitudinales. Al interior sobresale el púlpito tallado en madera, así como el altar mayor hecho a mano con troncos de árbol y aún se aprecian algunos balcones que en el pasado fueron utilizados por las personas más distinguidas del lugar, que asistían a misa de manera discreta. Además, al interior del templo existe la Sala de Arte Religioso, donde se exhiben dos cristos muy antiguos de madera, la matraca de Viernes Santo, la campanilla del Corpus Christi, el cuarto del encierro y algunos objetos coloniales más. 
Así también, sobresale el reloj solar, que es un cono con rosetas alrededor, y cuando cae el sol va marcado la hora, es decir la sombra que va atravesando una roseta a otra nos indica la fracción de la hora.
Médano Blanco: Está ubicado al este de la capital provincial y es un lugar muy adecuado para la práctica del Ski en arena, MotoCross, caminatas y paseos de aventura.

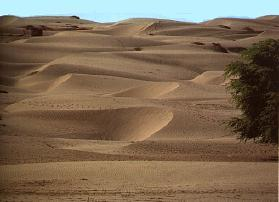
Dunas en el desierto de Sechura.

En la actualidad el Médano Blanco se ha convertido en un medio curativo para los pobladores sechuranos ya que posee una arena atractiva, brillante que sirve para curar diversas enfermedades como la artritis, osteoporosis, dolores musculares etc.
Es visitado constantemente por muchas personas de diferentes lugares, países, religiones que suben a lo alto del médano y cubren sus cuerpos de arena encontrando mejoría a su enfermedad.
Museo Etnológico.- De infraestructura moderna, ubicado en el Monasterio Sagrado Corazón de Jesús de las Madres Benedictinas. En él se exhiben objetos culturales que se identifican a la jurisdicción de Sechura, relacionados con la historia, arqueológica, costumbres y religión desde la prehistoria hasta la actualidad.
Desierto de Sechura.- Zona desértica de aprox. 127,550 ha Destaca un impresionante médano blanco conocido como las Dunas Julián. Ubicado al este de Sechura. Lugar adecuado para el ski en arena, motocross, caminatas etc.
Estuario de Virrilá.- Único en su género en el país ubicado a 40 km al sur de Sechura. Su extensión aproximada es de 25 km hábitat natural de flamencos, pelícanos, gaviotas, etc. Sitio especial para paseo en lancha, caminatas, motocross, etc.
Yerba Blanca.- Oasis en medio del desierto, donde abundan flamencos, se puede hacer camping, motocross y otros deportes.
Playas.- Son de superficie angosta, de aguas tranquilas, con arena muy fina y limpia, destacando las playas: Matacaballo, Constante, Parachique, Delicias, Chulliyachi, las mismas que son importantes zonas pesqueras.
Circuito Illescas.- Conjunto de playas Vírgenes ubicadas en la zona de Illescas, como: Punta Shode, las Loberas, Nunura, Avic, Reventazón entre otras, se observa diversas especies de animales, como lobos marinos, pingüinos de Humbolt. Se puede practicar la caza submarina y el buceo (scuba).
Lagunas de Ramón y Ñapique.- Espejo de agua con una superficie de 16 km es una reserva natural del río Piura. Se puede practicar la pesca, camping, competencias náuticas de balsa y motor, etc.
Manglares de San Pedro: Los manglares se encuentran en la parte norte-oeste del municipio de Vice. Para poder llegar a estos manglares tenemos que ir por la carretera a Catacaos. Pasamos el municipio de Vice, a unos kilómetros del mismo tomamos la carretera que se bifurcará a la mano derecha, yendo por esa carretera veremos a ambos lados de la pista millares y millares de conchas de abanico después de haber sido extraídas de la misma como si fuera un cementerio de estas. El manglar cuenta con dos mangles que predominan este ecosistema de vida silvestre, el mangle negro y el mangle blanco, cabe destacar que no hay criadero de conchas negras en este mangle pues para la existencia de las mismas debe predominar el mangle rojo.

## Leyendas

### Leyenda de la María Dominga
Chato Chico es un caserío que pertenece al distrito de La Arena, formado en el año 1910, de gente ganadera y campesina. Aquí vivía una familia que tenía una hija llamada María Dominga Castro Castro, a quien aborrecían, riñéndola a cada momento, lo que era un martirio para la chica. Desde tempranas horas la enviaban a pastar su ganado y regresaba casi al anochecer, a veces almorzaba guayabas, algarrobas y frutos en el campo.
Entre maltratos María llegó a los 25 años, llegando a desarrollarse una mujer hermosa, de esbelta figura, pero ella sólo tenía en su mente la idea de huir, morir o desaparecer.
A pesar de todo, continuaba fiel a sus padres ya ancianos. En tanto, más de un hombre le insinuaba su amor pero ella lo seguía a palazos o pedradas, por ese tiempo su papá vivía en Santa María (caserío de La Arena), donde tenía otra mujer, y por eso su hija lo odiaba.
Como de costumbre, la “China María” salió con su ganado, pero esta vez los llevó a un lugar diferente a los que frecuentaba, subió una inmensa loma de arena, buscó un algarrobo, se sentó bajo él a mirar a sus animales que comían el rico pasto verde. De repente ante sus ojos apareció una extraña mujer de ojos azules, cabellos largos y ondulados que le preguntó: ¿Qué haces linda pastora? María temerosa contestó: mirando pastar mi ganado. La señora dijo: Estas son mis tierras, pero si me haces un gran favor...no te preocupes ¿Qué es lo que quieres?, le dijo, -Quiero uno de tus chivos, le contestó, yo a cambio te daré un cerdo.
La pastora se agachó a pensar, que si hacía el cambio, le pegarían en su casa, o hasta no comería; finalmente aceptó el trato a fin de que la dejara pastar siempre en el hermoso lugar que había encontrado.
La señora la miró fijamente señalando una loma blanca de arena y dijo: allí me vas a dejar uno de tus mejores chivos, mañana allí mismo recogerás un cerdo bien gordo. Así lo hizo María, regresando a su casa a las seis de la tarde. Cuando se dieron cuanta que les faltaba un chivo, le pegaron y la dejaron fuera de casa sin comer. Esa noche durmió en la calle, un borracho, Pedro Pablo, conocido como mujeriego por malograr hogares, jañapero y cañacero, muy malo quiso abusar de ella, pero le dio de palazos hasta hacerlo huir, eso sirvió para que odie este tipo de personas.
Sin que sus padres se dieran cuenta, María salió temprano con su ganado al lugar pactado el día anterior, subió la inmensa loma, llegó al lugar donde dejó el chivo, pero en vez de cerdo encontró una linda laguna cristalina, donde saltaban grandes peces, había también árboles, frutales bien cargados...
Sorprendida guio a sus animales para que tomen agua, pero a medida que llegaban, se metían a la laguna y no salían más. María se asustó vio una balsa y se subió en ella, y con un palo tentaba en el agua sus animales ahogados, pero no tocaba nada. Al llegar al centro de la laguna la rama que usaba se atracó por más que jalaba con fuerza no salía. Entonces decide lanzarse al agua, pero a medida que se hundía la laguna se transformaba en la inmensa loma de arena que fue anteriormente.
Solamente quedaron las huellas de los pies descalzos de María y de las patas de su ganado, rastros que el viento borró luego. Algunos campesinos que por allí trabajaban dieron razón que por ese lugar vieron a la “Dominga” por última vez cerca de la “loma grande” o “Médano Blanco”. Sus padres ese día no durmieron esperando a su china, su mamá hasta lloró.
Muy de madrugada fueron al lugar donde dijeron haberla visto anteriormente; al llegar a la “Loma Blanca“, su padre divisó a la María Dominga de espaldas, la llamaba con insultos, amenazándola, la madre que más abría los ojos no lograba verla. El viejo cogió una rama de overo para pegarle, pero solo azotaba al aire. Con el tiempo el padre se volvió loco y la madre murió de pena, porque recién valoraba a su hija perdida. Finalmente los pobladores llegaron a deducir que fue un encanto lo que hizo desaparecer a María Dominga.

## Clima
| Parámetros climáticos promedio de Sechura | Parámetros climáticos promedio de Sechura | Parámetros climáticos promedio de Sechura | Parámetros climáticos promedio de Sechura | Parámetros climáticos promedio de Sechura | Parámetros climáticos promedio de Sechura | Parámetros climáticos promedio de Sechura | Parámetros climáticos promedio de Sechura | Parámetros climáticos promedio de Sechura | Parámetros climáticos promedio de Sechura | Parámetros climáticos promedio de Sechura | Parámetros climáticos promedio de Sechura | Parámetros climáticos promedio de Sechura | Parámetros climáticos promedio de Sechura |
| Mes                                       | Ene.                                      | Feb.                                      | Mar.                                      | Abr.                                      | May.                                      | Jun.                                      | Jul.                                      | Ago.                                      | Sep.                                      | Oct.                                      | Nov.                                      | Dic.                                      | Anual                                     |
| ----------------------------------------- | ----------------------------------------- | ----------------------------------------- | ----------------------------------------- | ----------------------------------------- | ----------------------------------------- | ----------------------------------------- | ----------------------------------------- | ----------------------------------------- | ----------------------------------------- | ----------------------------------------- | ----------------------------------------- | ----------------------------------------- | ----------------------------------------- |
| Temp. máx. media (°C)                     | 31.8                                      | 32.9                                      | 32.9                                      | 31.7                                      | 29.4                                      | 27.5                                      | 26.2                                      | 26.1                                      | 26.4                                      | 27.3                                      | 28.3                                      | 30.4                                      | 29.2                                      |
| Temp. media (°C)                          | 25.8                                      | 26.9                                      | 26.8                                      | 25.6                                      | 23.7                                      | 21.9                                      | 20.6                                      | 20.5                                      | 20.6                                      | 21.3                                      | 22.2                                      | 24.1                                      | 23.3                                      |
| Temp. mín. media (°C)                     | 19.8                                      | 21                                        | 20.8                                      | 19.5                                      | 18                                        | 16.3                                      | 15.1                                      | 14.9                                      | 14.9                                      | 15.4                                      | 16.1                                      | 17.8                                      | 17.5                                      |
| Fuente: climate-data.org                  |                                           |                                           |                                           |                                           |                                           |                                           |                                           |                                           |                                           |                                           |                                           |                                           |                                           |